# Durch den Tod versöhnt
Durch den Tod versöhnt ist ein US-amerikanischer Spielfilm von Jim Hanon aus dem Jahr 2005. Der Film behandelt die Lebensgeschichte des Missionars Jim Elliot im Osten Ecuadors, der mit vier weiteren Männern von Huaorani-Indianern ermordet wurde.

## Handlung
Der Film erzählt von einer Begebenheit, die sich in den 1950er Jahren zutrug. Erzählt wird er aus der Perspektive von Steve Saint, dem Sohn von Nate Saint, der ermordet worden war und Mincayani, einem Ureinwohner, der an der Attacke teilnahm. Steves Vater nimmt an einer Mission im Amazonas teil, deren Ziel es ist, einen abgeschiedenen Stamm von Ureinwohnern zum protestantischen Christentum zu bringen. Steves Vater, Nate Saint, wird wie seine Kollegen von Indianern mit Speeren ermordet. Die Ehefrauen der getöteten Männer und Steve bleiben trotz des Vorfalls vor Ort. Sie lernen die Frauen des Indianerstammes kennen, gewinnen ihr Vertrauen und versuchen, ihnen das Evangelium beizubringen. Durch den Einfluss der Witwen in den aggressiven Indianerstamm lindert sich auch dessen Feindseligkeit.

## Kritik
Rotten Tomatoes bewertete den Film mit 40 % positiven gegenüber 60 % negativen Kritiken.

## Hintergrund

### Veröffentlichung
Der Film feierte am 2. Dezember 2005 in Los Angeles seine Premiere und startete am 20. Januar 2006 in den US-amerikanischen Kinos.

### Einspielergebnis
Der Film spielte bei einem geschätzten Budget von 10 Mio. US-Dollar etwa 12 Mio. US-Dollar ein, davon etwa ein Drittel am Startwochenende.

### Synchronisation
Synchronisiert wurde der Film nach einem Dialogbuch von Günther Rheinbach unter der Regie von Gordon Rijnders.
| Rolle              | Darsteller/in       | Deutsche Synchronstimme |
| ------------------ | ------------------- | ----------------------- |
| Betty Elliot       | Beth Balley         | Nicole Engeln           |
| Dayumae            | Christina Souza     | Kim Moralez             |
| Ed McCulley        | Stephen Caudill     | Andreas Meese           |
| Frank Drown        | Steve Saint         | Hans Bayer              |
| Jim Elliot         | Sean McGowan        | Philipp Schepmann       |
| Marilou McCully    | Traci Dinwiddie     | Susanne Dobrusskin      |
| Nate Saint         | Chad Allen          | Simon Roden             |
| Olive Flemming     | Wynn Everett        | Betül Jülide Gülgec     |
| Pete Flemming      | Matt Lutz           | Heiko Obermöller        |
| Rachel Saint       | Sara Kathryn Bakker | Michaela Kametz         |
| Roger Youderian    | Patrick Zeller      | Phil Daub               |
| Steve Saint        | Chad Allen          | Wolff von Lindenau      |
| Steve Saint (jung) | Chase Ellison       | Leander Wolf            |

## Auszeichnungen
- 2005: Grand Prize auf dem Heartland Filmfestival
- 2007: Young Artist Award Nominiert Best Performance in a Feature Film - Supporting Young Actor für Chase Ellison